# Rubén Darío
Félix Rubén García Sarmiento, född 18 januari 1867 i Metapa (nu Ciudad Darío), Nicaragua, död 6 februari 1916 i León, Nicaragua, var en nicaraguansk poet som skrev under pseudonymen Rubén Darío. Hans poesi införde kraft och energi till den enformiga, monotona spanska poesin vid den tiden.[källa behövs]
Rubén tillbringade stora delar av sitt liv utanför Nicaragua som journalist och diplomat. 1888 gav han i Chile ut Azul som är ett av de inledande verken i den spanskamerikanska modernismen.
Nedslagskratern Dario på planeten Merkurius och asteroiden 9482 Rubéndarío är uppkallade efter honom.

## Exempeldikt
Yo persigo una forma

Yo persigo una forma que no encuentra mi estilo,

botón de pensamiento que busca ser la rosa;

se anuncia con un beso que en mis labios se posa

al abrazo imposible de la Venus de Milo.

Adornan verdes palmas el blanco peristilo;

los astros me han predicho la visión de la Diosa;

y en mi alma reposa la luz como reposa

el ave de la luna sobre un lago tranquilo.

Y no hallo sino la palabra que huye,

la iniciación melódica que de la flauta fluye

y la barca del sueño que en el espacio boga;

y bajo la ventana de mi Bella Durmiente,

el sollozo continuo del chorro de la fuente

y el cuello del gran cisne blanco que me interroga.